# Aloïna
L'aloïna' és un compost amarg i groguenc aïllat de la planta àloe. Es fa servir com estimulant i laxant, així com per tractar el restrenyiment, mitjançant moviments inductors de la defecació. El compost es presenta al làtex de l'àloe groc que traspua sota de la superfície de les fulles de la planta, i no es troba en el gel comunament usat pel tractament de casos dermatològics.

## Estructura i preparació
L'aloïna s'extreu de fonts naturals com una barreja de dos Diastereòmers, anomenats aloïna A (també coneguda com a barbaloina ) i aloïna B (o isobarbaloína ), les quals tenen propietats químiques similars. L'aloïna és un glicòsid antraquinònic, que significa que el seu esquelet d'antraquinona s'ha modificat per l'addició d'una molècula de sucre. Les antraquinones són una família comuna de pigments naturalment grocs, ataronjats i vermells, dels quals molts posseeixen propietats catàrtiques, atributs compartits també per l'aloïna.
L'aloïna generalment es prepara per extracció a partir del làtex de l'àloe, un exsudat groguenc que emana de l'anvers de la pell de les fulles d'àloe. El làtex, conegut com a 'suc d'àloe', es deshidrata a continuació i es converteix en pols per obtenir el producte final, sovint en forma de pastilles o de bevible, tot i que l'aloïna no té bona estabilitat en solucions aquoses. Els productes derivats del gel de la planta d'àloe no conté quantitats apreciables de aloïna, i no s'ha provat la seva efectivitat en cap malaltia o condició quan es pren oralment.

## Efectes
Un cop ingerida, l'aloïna incrementa les contraccions peristàltiques al còlon, el que indueix la defecació. L'aloïna també impedeix que el còlon reabsorbeixi aigua des del tracte gastrointestinal. Això passa perquè l'aloïna obre els canals de clorur de la membrana del còlon.
En dosis més altes, aquests efectes poden provocar la pèrdua del balanç electrolític, diarrea, i dolor abdominal, els quals són efectes secundaris comuns del fàrmac. Ja que l'aloïna pot causar contraccions uterines, les dones embarassades han d'evitar la ingesta de productes que contenen àloe.
Els remeis derivats de plantes que contenen aloïna i altres antraquinones s'han fet servir com a medicines tradicionals des de l'antiguitat, però els seus arriscats efectes secundaris fan que generalment no sigui adequat mantenir l'aloïna a la llar ni donar-li un ús diari.